# Tom Janga
Tom Janga is een Antilliaans architect. Hij is ontvanger van de Cola Debrotprijs (1980), de belangrijkste cultuurprijs van de Nederlandse Antillen.

## Werk

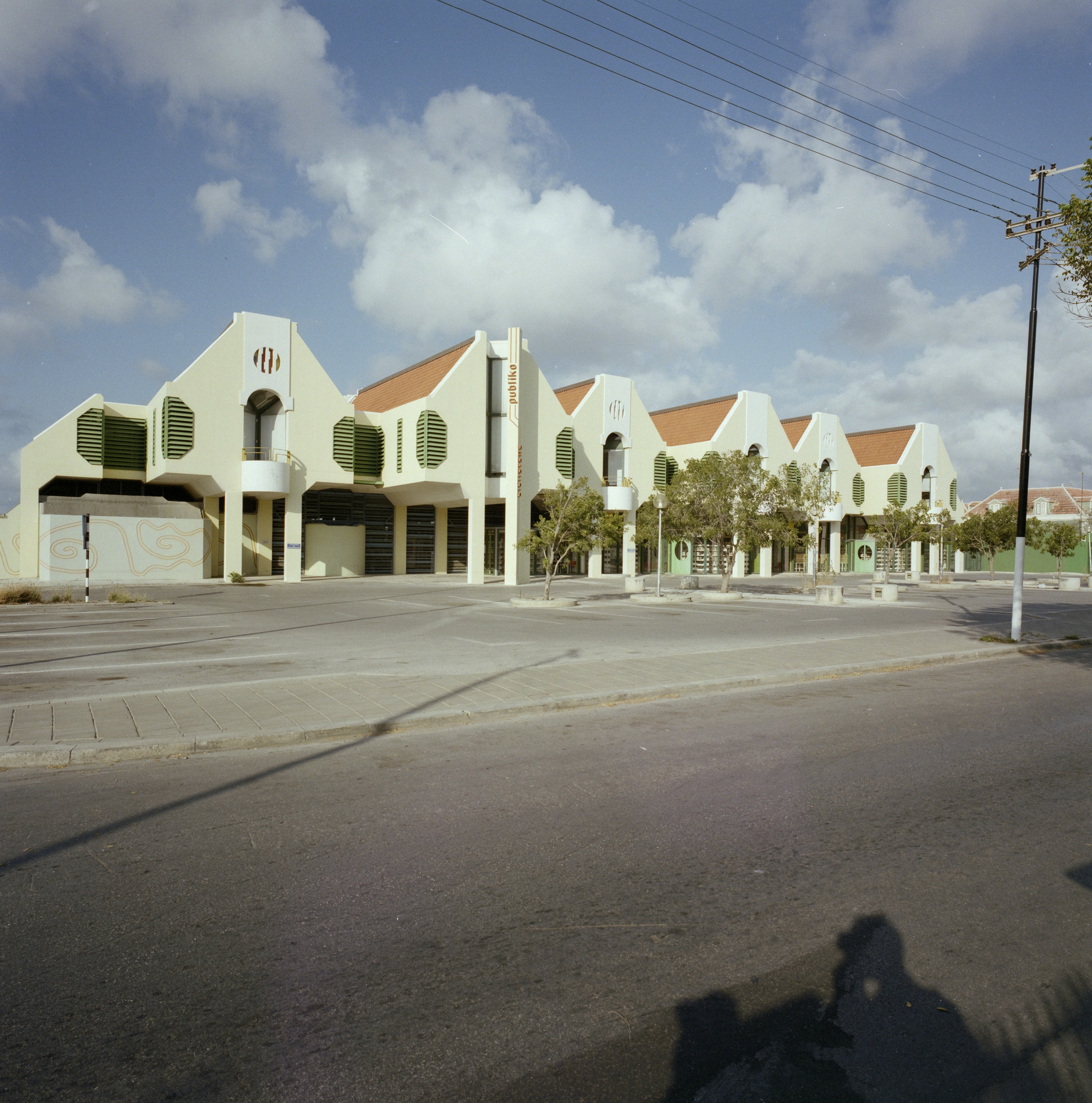
Biblioteka Publiko (1979) in de historische binnenstad van Willemstad, Curaçao

Hij heeft een eigen bureau, het Technisch Advies Bureau (TAB), met kantoren op Curaçao en Aruba.
In de jaren 1970 ontwierp hij diverse projecten voor de overheid en publieke gebouwen. Voor het 'Hel-Paradijs', een bijnaam voor een buurt in Saliña, ontwierp hij het nieuwe schoolgebouw voor de Amador Nita Mavo, gerealiseerd in 1975. In 1976 ontwierp hij het gebouwencomplex en de campus van de Universiteit van Curaçao aan de Jan Noorduynweg in Willemstad. Zijn ontwerp voor de Divi-Divi LOM school in Emmastad werd gerealiseerd in 1981. Op hetzelfde terrein in Emmastad
werden in opdracht van de Stichting Zorg voor Geestelijk Gehandicapten in 1995 nog twee ontwerpen van Janga gebouwd: Pasadia, een kinderdagverblijf voor  verstandelijk gehandicapte kinderen en de verzorgingsinstelling Arko Iris.
Zijn grootste overheidsopdracht was het ontwerp van de openbare bibliotheek van Curaçao aan het Waaigat in Willemstad, een goed voorbeeld dat hedendaags bouwen in historische context combineert met afstemming op het klimaat.
In 1996 voerde hij een woningbouwproject uit in de historische binnenstad van Willemstad. In Panama (Otrobanda) verrezen twintig etagewoningen. In casestudies wordt hier en daar naar zijn werken verwezen.  Een eerder voorbeeld van zijn werk op dit terrein is het ontwerp van tweehonderd volkswoningen van de Fondashon Kas Popular uit 1975, die naar een ontwerp van Janga zijn gebouwd in de wijk Kustbatterij.
Aan de weg van Willemstad naar Curaçao International Airport ter hoogte van Julianadorp ligt een opvallend bouwwerk 'als een ufo in het landschap'. Het is een tankstation, ontworpen door Janga en geopend in 1998.

## Nevenfuncties
- 1985: Jurylid in de Kompa Nanzi-wedstrijd, georganiseerd door de Stichting ter Vereeuwiging van illustere Antillianen in opdracht van Curaçao Holding Company.[13]